# Грб Танзаније
Грб Танзаније је званични хералдички симбол афричке државе Уједињене Републике Танзаније. Грб је усвојен 1964. године након формирања уније Занзибара и Тангањике.

## Опис
Грб Танзаније састоји се од ратничког штита, карактеристичног за источну Африку. Штит се састоји од златног поља, заставе Уједињене Републике, црвеног и поља испуњеног плавим и белим таласастим линијама.
Златно поље симблизује рудно богатство земље. Црвено поље, испод поља са заставом, представља богато и плодно тло Африке. Таласасте линије симболизују море, језера и морску обалу Танзаније.
У златном пољу налази се горућа бакља која представља слободу (сва. „uhuru“), просветљење и знање. Вертикално положено копље симболизује спремност да се брани слобода, а укрштена мотика и секира су алати којима народ Танзаније ради на напретку своје земље.
Штит стоји на врху планине која представља Килиманџаро. На планини стоје мушкарац и жена у традиционалној одрећи, који осим штита придржавају и слонове кљове. Испод њихових ногу расте грмље које симболизује сарадњу.
Испод свега тога простире се трака на којој с еисписано државно гесло „UHURU NA UMOJA“ што на Свахилију значи „слобода и јединство“.